# 卡明納
49°42′25″N 24°46′24″E / 49.70694°N 24.77333°E
卡明納（烏克蘭語：Камінна），是烏克蘭西部的村莊，隸屬利維夫州的利維夫區。該村面積0.5平方公里，海拔高度369米，2001年人口22，人口密度每平方公里44人。